# Мэй Сян
Мэй Сян (кит. 美香, пиньинь měixiāng, буквально: «благоухание»; р. 22 июля 1998 года) — большая панда, которая проживает в Смитсоновском Национальном зоологическом парке. Весит около 233 фунтов (105,6 кг).

## Биография
Родилась в научно-исследовательском центре по сохранению больших панд в Китае, оба её родителя были дикими пандами («второе поколение в неволе»). Позже Мэй Сян была направлена в США, где родила от самца Тянь Тяня четырёх детёнышей: выжили только двое. Мэй Сян дважды искусственно оплодотворяли в апреле 2012 года. Эксперты оценивали её шансы на беременность как минимальные, особенно после пятого случая ложной беременности.

### Рождение детёнышей
22 и 23 августа 2015 года Мэй Сян родила двух новых детёнышей. Об этом официально было заявлено в Твиттере зоологического парка. Это событие очень важно, так как панды очень редко размножаются в неволе. Рождение новых панд очень значимо для мировой зоологии, так как популяция панд находится на грани вымирания. 26 августа стало известно, что один из детенышей Мэй Сян, весивший при рождении 68 граммов, умер из-за недостаточного внимания со стороны матери. Более крупный детёныш, весивший при рождении 130 граммов, жив и здоров.
Зоопарк создал новый сайт «PandaStory» про детенышей панд и их родителях с обновлениями каждые несколько дней. Сайт стал довольно популярным и имеет свои страницы на Facebook, Twitter и Instagram. На нём можно было увидеть, что Мэй Сян впервые покинула берлогу на несколько минут днём 2 сентября 2015 года. Было отмечено, что и она, и медвежонок чувствуют себя хорошо.
25 сентября 2015 года малыша навестили первая леди США, Мишель Обама, и первая леди Китая Пэн Люиянь. Первые леди раскрыли свитки с именем медведя — Обама показала присутствующим написание имени на английском языке, а Пэн Лиюань — на китайском. Первые леди назвали панду «Бэй Бэй». Имя Бэй Бэй переводится как «драгоценное сокровище».
В августе 2020 года Мэй снова родила детёныша.